# Marianne Awerbuch

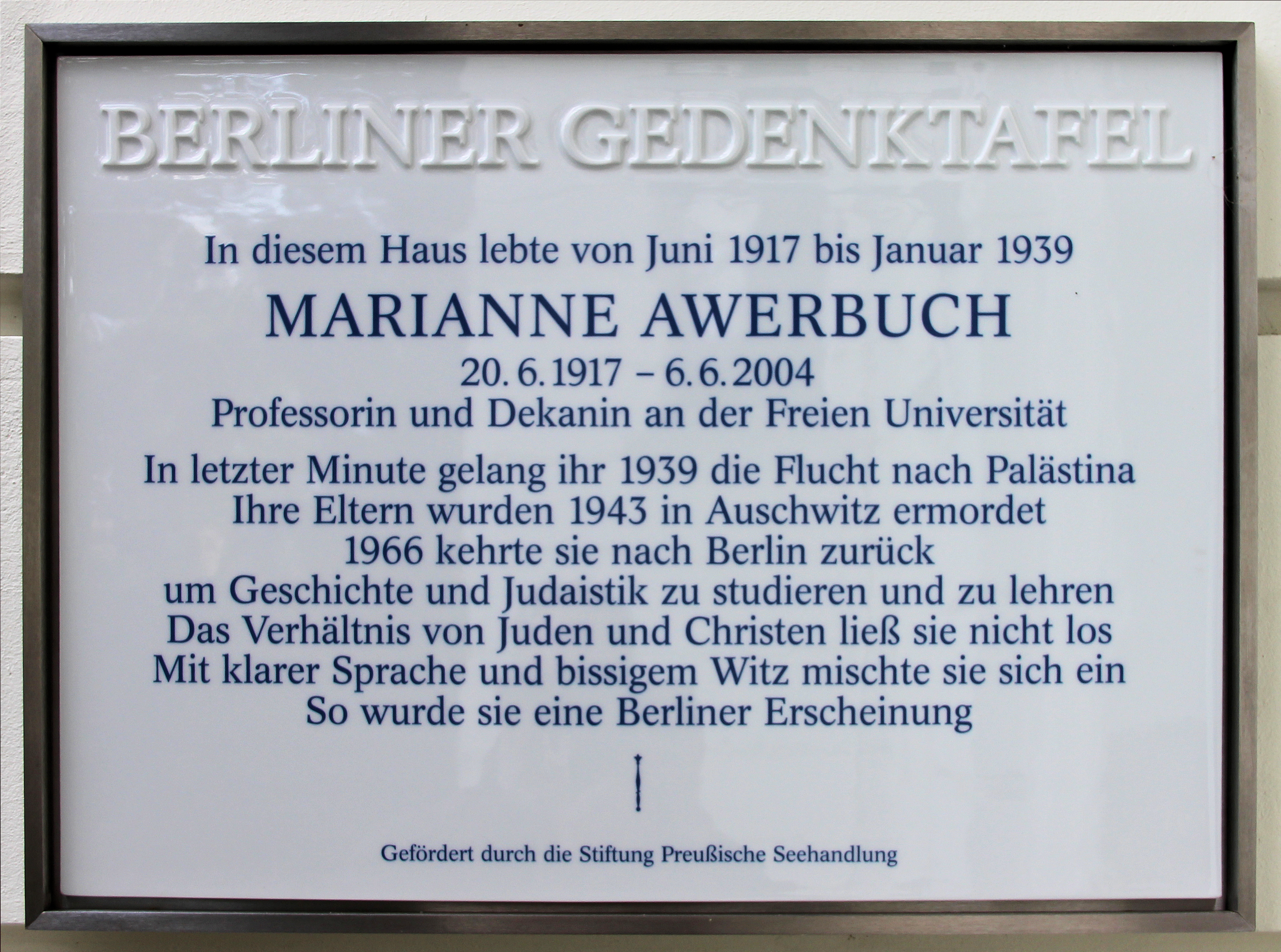
Berliner Gedenktafel am Holsteiner Ufer 18–20, Hansaviertel

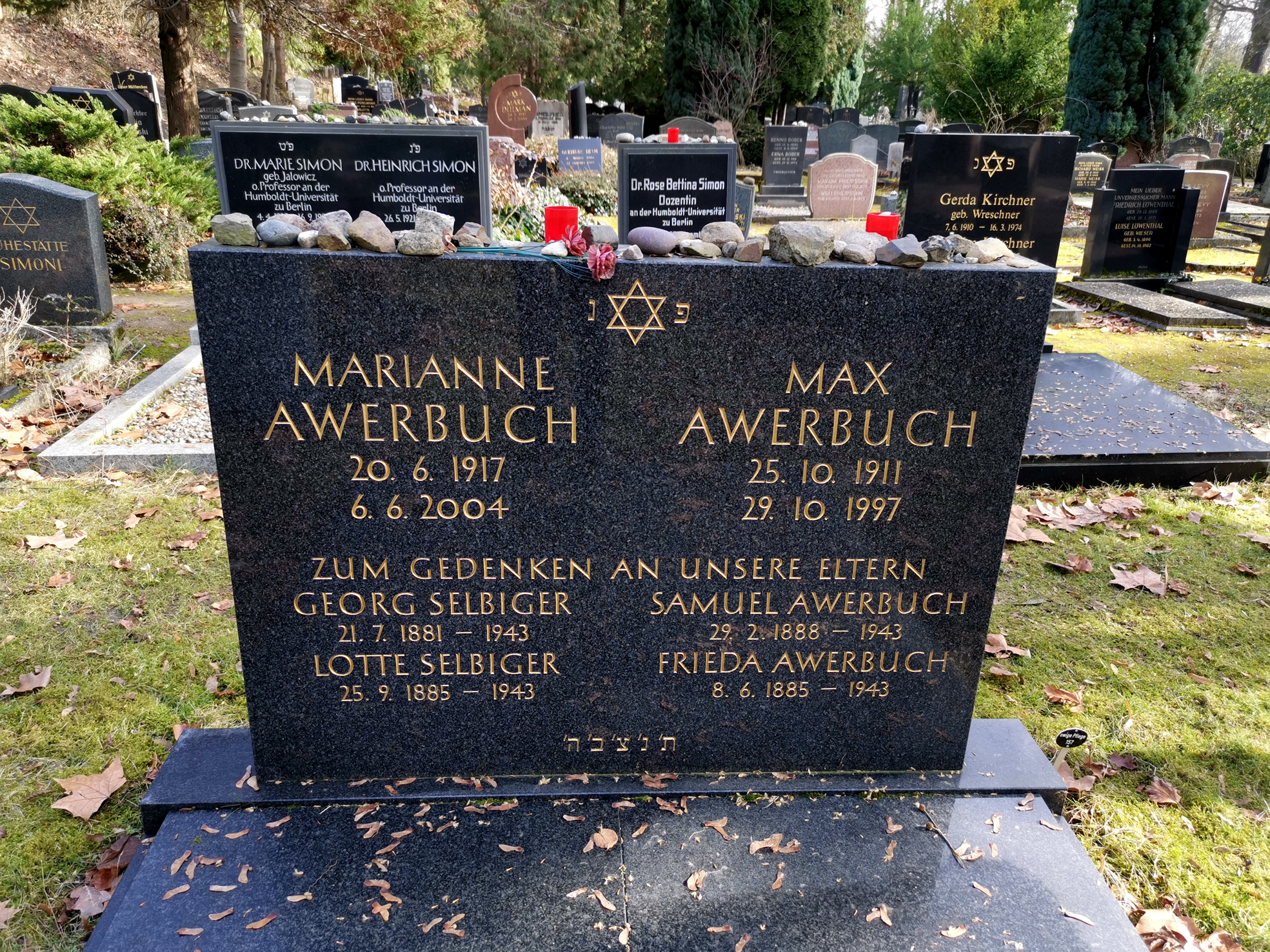
Grabstelle auf dem Jüdischen Friedhof Berlin-Weißensee

Marianne Awerbuch (geboren 20. Juni 1917 in Berlin; gestorben 6. Juni 2004 in Berlin) war eine deutsch-israelische Historikerin und Judaistin.

## Leben
Marianne Selbiger wuchs mit zwei Geschwistern in einer assimilierten jüdischen Kaufmannsfamilie am Holsteiner Ufer in Berlin-Tiergarten auf. Nach der Machtübergabe an die Nationalsozialisten brach sie ihre Ausbildung am  Lyceum ab, machte eine Ausbildung als Kindergärtnerin und Jugendleiterin und arbeitete ab 1936 als Dezernentin für die „Berufsumschichtung“ jüdischer Jugendlicher in Berlin.
Nach den Novemberpogromen 1938 verließ sie mit dem Berliner Ingenieur Max Awerbuch am 19. Januar 1939 Deutschland. Sie begleiteten einhundert jugendliche Flüchtlinge nach Palästina. Dort schlugen sie sich als illegale Einwanderer durch, gewöhnten sich an das Kibbuzleben und die körperliche Arbeit und heirateten. 1942 wurde der Sohn Jonathan geboren. Marianne Awerbuchs Eltern wurden 1943 von Berlin aus in das  Konzentrationslager Auschwitz deportiert und dort ermordet.
Im 1948 gegründeten Staat Israel gründete Awerbuch eine Sonderschule für Lernbehinderte in Ramat Gan, ab 1954 arbeitete sie dort in der Zentralschule als Lehrerin für hebräische Sprache und Geschichte. Sie erwarb die Hochschulreife und studierte an der Universität Tel Aviv Geschichte und Bibelwissenschaften mit einem Abschluss. 1966 erhielt sie die Chance, an der Freien Universität in West-Berlin das Studium fortzusetzen und 1970 in mittelalterlicher Geschichte bei Wilhelm Berges zu promovieren. Sie arbeitete seither dort am Institut für Judaistik, wurde 1974 habilitiert und 1975 Professorin für Geschichte und Judaistik. Nach dem Rückzug von Jacob Taubes leitete sie während der Vakanz zwischen 1979 und 1982 das Institut für Judaistik kommissarisch. Ihr Ziel war die Neuerrichtung der 1942 untergegangenen Hochschule für die Wissenschaft des Judentums an ihrem alten Standort in der Berliner Artilleriestraße. Seit ihrer Pensionierung 1982 lehrte sie am Friedrich-Meinecke-Institut der FU.
Awerbuch war meinungsstark und mischte sich in die verschiedenen Debatten über die deutsche Vergangenheitsbewältigung ein. 1992 war sie eine maßgebliche Mentorin der Berliner Ausstellung Jüdische Lebenswelten im Rahmen der Berliner Festspiele. Sie lehnte wie Julius H. Schoeps 1994 die Bestellung Amnon Barzels zum Direktor des Jüdischen Museums aus fachlichen Gründen ab. Das Denkmal für die ermordeten Juden Europas in Berlin fand nicht ihre Zustimmung. Awerbuch legte besonderes Gewicht auf die gegenseitige Achtung zwischen Juden und Christen als Voraussetzung dafür, den Antagonismus zwischen Juden- und Christentum zu überwinden.
Awerbuch ist auf dem Jüdischen Friedhof in Weißensee bestattet.

## Schriften (Auswahl)
- Über die Motivation der burgundischen Politik im 14. und 15. Jahrhundert. Berlin 1970 (Diss. FU Berlin).
- Christlich-jüdische Begegnung im Zeitalter der Frühscholastik. Kaiser, München 1980.
- Zwischen Hoffnung und Vernunft. Geschichtsdeutung der Juden in Spanien vor der Vertreibung am Beispiel Abravanels und Ibn Vergas. Institut für Kirche und Judentum, Berlin 1985.
- Mit Stefi Jersch-Wenzel (Hrsg.): Bild und Selbstbild der Juden Berlins zwischen Aufklärung und Romantik. Colloquium Verlag, Berlin 1992.
- Vor der Aufklärung. Die Denkwürdigkeiten der Glückel von Hameln – ein jüdisches Frauenleben am Ende des 17. und zu Beginn des 18. Jahrhunderts. In: Willi Jasper, Joachim H. Knoll (Hrsg.): Preußens Himmel breitet seine Sterne ... Beiträge zur Kultur-, Politik- und Geistesgeschichte der Neuzeit. Festschrift zum 60. Geburtstag von Julius H. Schoeps. Olms, Hildesheim 2002, S. 163–181.
- Mit Cilly Kugelmann: Das Ende und das Fortleben des Judentums in Deutschland. Hessische Landesvertretung, Bonn 1992.
- Ausgewählte Schriften, unpublizierte und publizierte Texte der Berliner Historikerin für jüdische Geschichte. AphorismA, Berlin 2013.
- Die Hochschule für die Wissenschaft des Judentums. In: Reimer Hansen, Wolfgang Ribbe (Hrsg.): Geschichtswissenschaft in Berlin im 19. und 20. Jahrhundert. Persönlichkeiten und Institutionen. de Gruyter, Berlin 1992, S. 517–551.
- Erinnerungen aus einem streitbaren Leben. Von Berlin nach Palästina – von Israel nach Berlin (= Jüdische Memoiren. Band 15). Hentrich & Hentrich, Teetz 2007, ISBN 978-3-938485-39-2.